# Armorique (Schiff, 2009)
Die Armorique ist eine Ro-Pax-Fähre der französischen Reederei Brittany Ferries, die auf der Strecke zwischen Plymouth und Roscoff eingesetzt wird.

## Geschichte
Das Schiff wurde unter der Baunummer 1362 für rund 120 Millionen Euro auf der finnischen Werft STX Finland gebaut. Der erste Stahlschnitt erfolgte am 30. Juli 2007. Das Aufschwimmen des Schiffes im Baudock fand am 13. September 2007 statt. Die Fertigstellung des Schiffes erfolgte am 26. Januar, die Indienststellung am 10. Februar 2009. Getauft wurde das Schiff am 7. März 2009 in Roscoff. Taufpatin war Penelope Fillon, die Frau des damaligen französischen Premierministers François Fillon. Das Schiff ersetzte die bis dahin auf der Strecke eingesetzte Fähre Pont l’Abbé.
Das Schiff basiert auf der 2007 ebenfalls für Brittany Ferries gebauten Ro-Ro-Fähre Cotentin. Der Rumpf mit den Ro-Ro-Decks ist praktisch identisch, während die Decksaufbauten oberhalb von Deck 5 an die geänderten Anforderungen angepasst wurden.
Der Schiffsname geht zurück auf den historischen Namen der nordwestlichen Küstenregion Frankreichs.

## Technische Daten und Ausstattung
Das Schiff wird von zwei Viertakt-Zwölfzylinder-Dieselmotoren des Herstellers Caterpillar (Typ: MaK 12M43C) mit jeweils 12.000 kW Leistung angetrieben. Die Motoren wirken über Untersetzungsgetriebe auf zwei Verstellpropeller. Das Schiff erreicht eine Geschwindigkeit von 25 kn. Das Schiff ist mit zwei Bugstrahlrudern mit jeweils 1.200 kW Leistung und einem Heckstrahlruder mit 900 kW Leistung ausgerüstet.
Für die Stromerzeugung stehen zwei von den Hauptmaschinen angetriebene Leroy-Somer-Generatoren mit jeweils 2.240 kW (2.800 kVA Scheinleistung) sowie drei von Wärtsilä-Dieselmotoren angetriebene Generatoren, zwei Generatoren mit 1.152 kW Leistung (1.440 kVA Scheinleistung) und ein Generator mit 720 kW Leistung (900 kVA Scheinleistung), zur Verfügung.
Anfang 2016 wurde das Schiff auf der spanischen Werft Astilleros de Santander mit einem Gaswäscher zur Abgasentschwefelung ausgerüstet.
An Bord ist Platz für 1.500 Passagiere. Das Schiff verfügt über 248 Passagierkabinen mit insgesamt 786 Betten. Zusätzlich stehen 15 Kinderbetten zur Verfügung, die bei Bedarf in den Kabinen genutzt werden können. Neben den Kabinen stehen an Bord 336 Ruhesessel zur Verfügung. Die Passagierkabinen befinden sich auf den Decks 8 und 9, die Ruhesessel auf Deck 6. Auf Deck 6 sowie 7 sind auch die Einrichtungen für Passagiere, darunter Restaurants und Bars, Kinos und Shops untergebracht. Das Schiff ist mit Flossenstabilisatoren ausgerüstet.
Auf den Ro-Ro-Decks mit 985 Spurmetern finden 470 Pkw oder 65 Lkw Platz. Die Ro-Ro-Decks sind über eine Bug- und eine Heckrampe erreichbar und im Schiff durch Rampen miteinander verbunden. Vor der Bugrampe befindet sich eine seitlich öffnende Bugklappe. Auf der Back befindet sich zusätzlich eine feste Rampe. Ein Schott verschließt das dahinterliegende Ro-Ro-Deck. Die beiden oberen Ro-Ro-Decks auf Deck 3 und 5 sind durchgehende Decks. Sie sind 5,2 m hoch. Ein drittes Ro-Ro-Deck befindet sich auf Deck 2. Es ist 4,6 m hoch. Durch die Nutzung von landseitigen Rampen lässt sich das obere Ro-Ro-Deck auf Deck 5 gleichzeitig mit dem Ro-Ro-Deck auf Deck 3 be- und entladen. Im hintersten Bereich des Schiffes geht das obere Ro-Ro-Deck in ein offenes Deck über.